# Kusumoto Takumi
Takumi Kusumoto (sinh ngày 10 tháng 12 năm 1995) là một cầu thủ bóng đá người Nhật Bản.

## Sự nghiệp câu lạc bộ
Takumi Kusumoto đã từng chơi cho Renofa Yamaguchi FC.